# Jack Flett
John „Jack“ Flett (* 19. November 1871 in Kildonan; † 13. Dezember 1932 in West Vancouver) war ein kanadischer Lacrossespieler.

## Erfolge
Jack Flett war Mitglied der Winnipeg Shamrocks, mit denen er bei den Olympischen Spielen 1904 in St. Louis im ersten Lacrossewettbewerb der Olympischen Spiele antrat. Neben ihm gehörten außerdem George Cattanach, William Brennaugh, George Bretz, William Burns, George Cloutier, Élie Blanchard, Sandy Cowan, Benjamin Jamieson, Stuart Laidlaw, Hilliard Lyle und Lawrence Pentland zur Mannschaft. Flett spielte dabei auf der Position eines Verteidigers.
Neben den Winnipeg Shamrocks nahmen lediglich noch eine Mannschaft der Mohawk Indians of Canada und die Gastgeber aus St. Louis teil, die St. Louis Amateur Athletic Association. St. Louis bestritt seine erste Partie gegen die indianische Mannschaft und besiegte diese, womit sie ins Endspiel gegen die Winnipeg Shamrocks einzog. Mit 8:2 setzten sich die Shamrocks deutlich gegen St. Louis durch und Flett erhielt wie seine Mannschaftskameraden als Olympiasieger die Goldmedaille.
Nach seiner Karriere als Sportler war er knapp 25 Jahre in der Provinzregierung von British Columbia tätig, darunter beinahe 20 Jahre im Ausschuss für Filmzensur. Darüber hinaus war er ein bekannter Musiker. Seine Brüder Rod und Magnus gewannen mit den Winnipeg Victorias drei- bzw. zweimal den Stanley Cup im Eishockey.